# Edward W. Bok

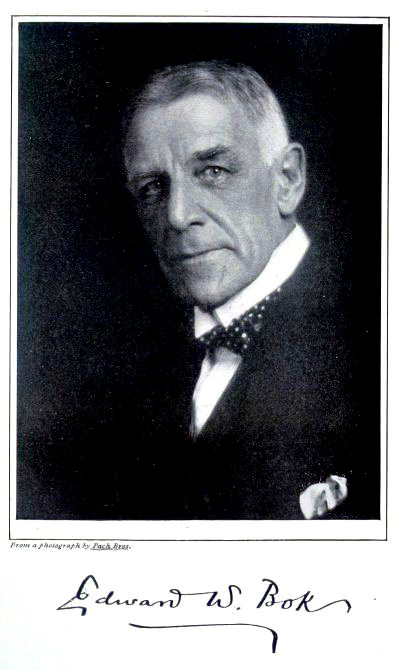
Frontispice van The Americanization of Edward Bok

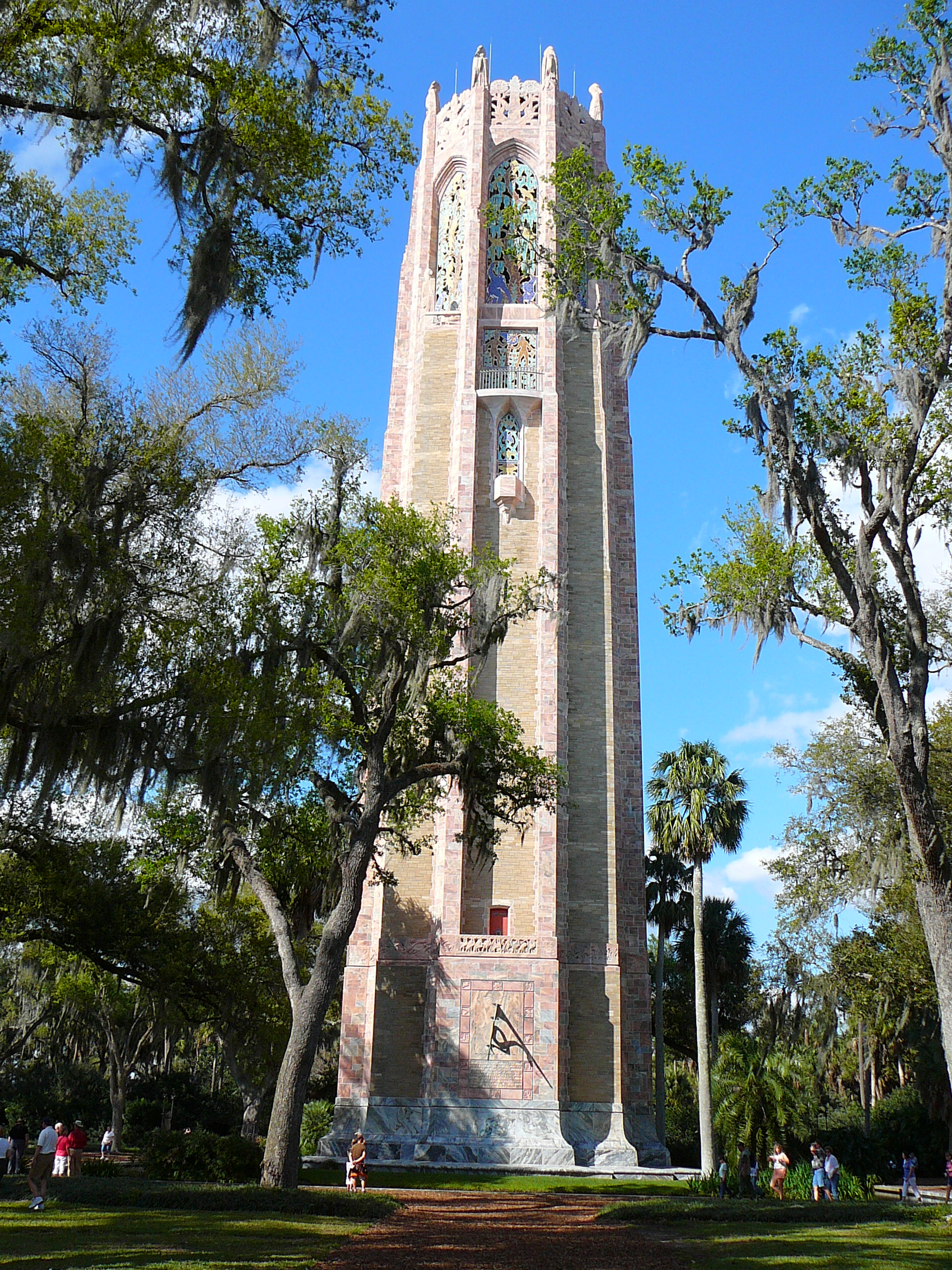
De Singing Tower (1929)

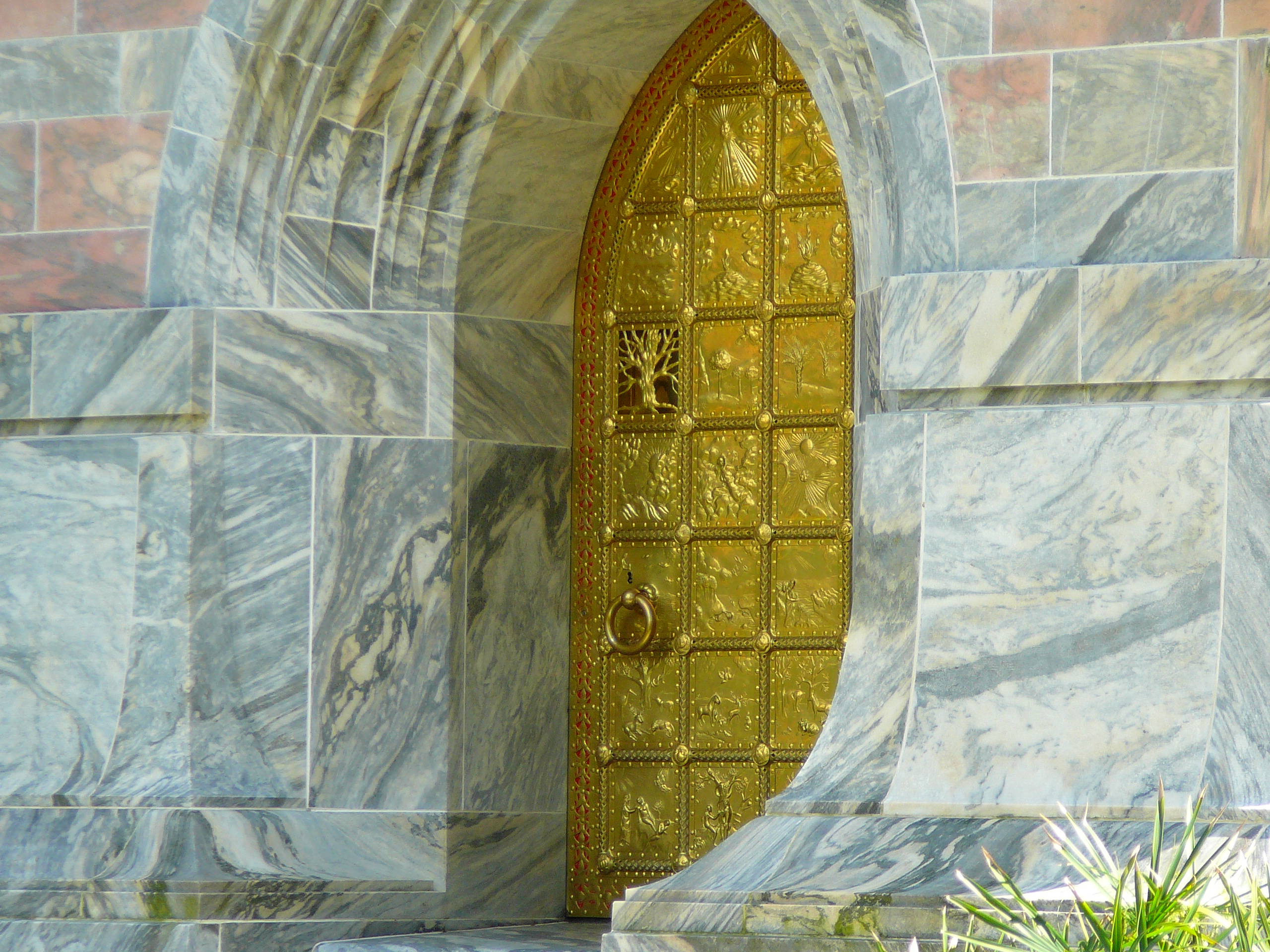
Poort van de Singing Tower

Edward William Bok, geboren als Eduard Willem Gerard Cesar Hidde Bok, (Den Helder, 9 oktober 1863 – Lake Wales, 9 januari 1930), was een Amerikaanse journalist en filantroop. In 1920 won hij een Pulitzerprijs.

## Emigrant
Bok was een telg uit het geslacht Bok en een zoon van Willem Jan Hidde Bok (1829-1881), notaris in Den Helder, zijn moeder Sieke Geertruida van Herwerden (1837-1907), dochter van een commissionair in zeezaken. Nadat de notaris door ongelukkige beleggingen een deel van zijn kapitaal had verloren, besloot hij in 1870 met zijn gezin naar Amerika te emigreren. Zij vestigden zich in Brooklyn en verwierven het Amerikaanse staatsburgerschap in 1876.
De jonge Edward vertoonde al vroeg sterke ondernemerszin. Hij leerde verschillende belangrijke Amerikanen kennen, zoals de excentrieke miljonair Russell Sage, de spoorwegmagnaat Jay Gould en dominee Henry Ward Beecher, broer van Harriet Beecher Stowe. In de jaren tachtig werkte Bok zich op van stenograaf tot hoofdredacteur van verschillende tijdschriften, eerst van Scribner's Magazine, vervolgens van Brooklyn Magazine en ten slotte, in 1889, van de nog steeds bestaande Ladies' Home Journal, die werd uitgegeven door Boks vroegere klasgenoot en levenslange vriend Frank Doubleday. Onder Boks redactie groeide de oplage van enkele honderdduizenden tot twee miljoen in 1919. Hij wist onder anderen Helen Keller aan te trekken, die voor Ladies' Home Journal haar beroemde autobiografie The Story of My Life als feuilleton zou schrijven.

## Stijl
Door zijn tijdschrift had Edward W. Bok, zoals hij zich in de Verenigde Staten noemde, een grote invloed op de stijl van Amerika. President Theodore Roosevelt schreef: "Bok is the only man I ever heard of who changed, for the better, the architecture of an entire nation, and he did it so quickly and yet so effectively that we didn't know it was begun before it was finished."

Bok wordt beschouwd als de uitvinder van het begrip 'living room', woonkamer, ter vervanging van wat vroeger 'parlor' of 'drawing room' heette, de opkamer of pronkkamer. Hij vond het onzin om een dure kamer in te richten die alleen gebruikt werd op zondag en bij begrafenissen. De uitdrukking 'living room' gebruikte hij om families aan te moedigen de woonkamer in het dagelijks leven te gebruiken: "We have what is called a 'drawing room'. Just whom or what it 'draws' I have never been able to see unless it draws attention to too much money and no taste."

## Lake Wales
Edward Bok trouwde in 1896 met Mary Louise Curtis (1876-1970), de dochter van de krantenmagnaat Cyrus Curtis, die de eigenaar was van Ladies' Home Journal. In 1919 verliet hij het tijdschrift om zich te wijden aan filantropie. Hij vestigde zich met zijn vrouw in Mountain Lake, een natuurgebied bij Lake Wales in Florida, waar hij een botanische tuin aanlegde van 100 hectare.
De tuin werd bekroond met de 62 meter hoge Singing Tower, die gebouwd werd in neogotiek en art nouveau, voorzien van een zestigklokkig carillon en een bibliotheek. De toren en de tuinen werden in 1929 geopend door president Coolidge.
Met zijn autobiografie The Americanization of Edward Bok (1920) won hij de Pulitzer Prize for Biography or Autobiography van 1921. De Nederlandse emigrant bleef contact onderhouden met zijn verre vaderland. Er zijn correspondenties van hem bekend met onder anderen Jan Greshoff, Herman Heijermans en Johan Huizinga, wiens biografie onder auspiciën van Edward Bok in Amerika zou verschijnen (1923). Ook was hij een van de eerste voorzitters van de Holland America Society in New York. In augustus 1921 bracht hij een uitgebreid bezoek aan Nederland.
Edward Bok, een groot boekenverslinder, golfer, postzegelverzamelaar en handtekeningenjager, overleed in 1930. Hij werd begraven aan de voet van de Singing Tower en liet het grootste deel van zijn erfenis van circa 23 miljoen dollar na aan zijn weduwe.
Zij zou in 1943 hertrouwen met de wereldberoemde concertviolist Efrem Zimbalist (1889-1980). De kleinzoon van het echtpaar Bok, Derek Curtis Bok (geboren 1930) was president van Harvard University van 1971-1991. Hij trouwde met Sissela, de dochter van econoom en Nobelprijswinnaar Gunnar Myrdal.

## Boeken
- Successward (1895)
- The Young Man & The Church (1896)
- Her Brother's Letters (1906)
- Why I Believe in Poverty (1915)
- The Americanization of Edward Bok (1920)
- A Dutch Boy Fifty Years After, bezorgd door John Louis Haney (1921)
- Edward Bok. An autobiography (1921)
- Leven, worstelen, zegepraal. Een autobiografie (Wereldbibliotheek, 1923; vertaling van Edward Bok. An autobiography)
- Two Persons (1922)
- A Man from Maine (1923)
- A.J. Barnouw, Holland under Queen Wilhelmina. Met voorwoord van Edward J. Bok (New York, Scribner's Sons, 1923)
- Twice Thirty. Some short and simple annals of the road (1925)
- A.J. Barnouw, Vondel. Met voorwoord van Edward J. Bok (New York, Scribner's Sons, 1925, reeks 'Great Hollanders'; Den Haag, Nijhoff, 1926)
- Dollars Only (1926)
- You. A Personal Message (1926)
- America Give Me a Chance (1926)
- Perhaps I Am (1928)